# ミーン・ビジネス
『ミーン・ビジネス』（Mean Business）は、イギリスのロック・バンド、ザ・ファームが1986年に発表した、2作目にして最後のスタジオ・アルバム。

## 背景
「フォーチュン・ハンター」のメイン・リフは、ザ・ファーム結成前のジミー・ペイジがクリス・スクワイア、アラン・ホワイトと共に結成したXYZの曲（デモ音源のみ存在）から流用された。また、「リブ・イン・ピース」はポール・ロジャースのソロ・アルバム『カット・ルース』（1983年）収録曲の再録音である。「ドリーミング」は、ザ・ファームの楽曲の中で唯一、トニー・フランクリンが書き下ろした曲で、フランクリンは2000年のインタビューにおいて「セカンド・アルバムのために2-3曲持って行ったら、"Dreaming"を気に入ってもらえたから録音した。ジミー・ペイジとポール・ロジャースが僕の曲をやってくれたんだから、本当に幸せだよ!」と語っている。
専任のキーボーディストは起用されず、フランクリンがキーボードも兼任し、さらに「キングス・ホーシズ」と「リブ・イン・ピース」ではロジャースもキーボードを弾いた。

## 反響
アメリカでは本作がBillboard 200で22位に達し、第1弾シングル「キングス・ホーシズ」はBillboard Hot 100で61位、メインストリーム・ロック・チャートで1位となった。続く「リブ・イン・ピース」はHot 100入りを逃すが、メインストリーム・ロック・チャートでは21位を記録。
全英アルバムチャートでは前作を大幅に下回る46位にとどまり、トップ100入りも3週で終わった。

## 収録曲
特記なき楽曲はジミー・ペイジとポール・ロジャースの共作。曲名の日本語表記は日本盤LP（1986年、VIL-28022）及びCD（1987年、VDP-1080）に準拠。
1. フォーチュン・ハンター - "Fortune Hunter" - 4:59
2. マイ・キャデラック - "Cadillac" - 5:54
3. キングス・ホーシズ - "All the King's Horses" (Paul Rodgers) - 3:19
4. リブ・イン・ピース - "Live in Peace" (P. Rodgers) - 5:07
5. ティア・ダウン・ザ・ウォールズ - "Tear Down the Walls" - 4:44
6. ドリーミング - "Dreaming" (Tony Franklin) - 6:00
7. フリー・トゥ・リブ - "Free to Live" - 4:14
8. スピリット・オブ・ラブ - "Spirit of Love" (P. Rodgers) - 5:08

## 参加ミュージシャン
- ポール・ロジャース - ボーカル、ギター、キーボード
- ジミー・ペイジ - ギター
- トニー・フランクリン - フレットレスベース、キーボード
- クリス・スレイド - ドラムス